# Eurytoma artemisiae
Eurytoma artemisiae är en stekelart som beskrevs av Zerova 1977. Eurytoma artemisiae ingår i släktet Eurytoma och familjen kragglanssteklar.
Artens utbredningsområde är Ukraina. Inga underarter finns listade i Catalogue of Life.